# Kwara
Kwara è uno dei 36 stati della Nigeria, situato nella parte occidentale del Paese, con capitale Ilorin. Fu creato nel 1967 dopo la dissoluzione del Governo Militare Federale del Generale Yakubu Gowon. La capitale Ilorin si trova a 306 km a nord-est di Lagos e a 500 km a sud-ovest di Abuja.

## Suddivisioni
Lo stato di Kwara  è suddiviso in sedici aree a governo locale (local government areas):
- Asa
- Baruten
- Edu
- Ekiti
- Ifelodun
- Ilorin East
- Ilorin South
- Ilorin West
- Irepodun
- Isin
- Kaiama
- Moro
- Offa
- Oke Ero
- Oyun
- Patigi